# Gunnar Ewerlöf
Knut Gunnar Gotthard Ewerlöf, född 9 februari 1913 i Uppsala, död 1 april 1979 i Oscars församling i Stockholm, var en svensk advokat.
Efter studentexamen 1931 och juris kandidatexamen 1941 gjorde Ewerlöf sin tingstjänstgöring vid Stockholms rådhusrätt 1941–1942. Han blev biträdande jurist hos advokaten Yngve Schartau i Stockholm 1942, hos advokat Folke Rogard i Stockholm 1943 och ombudsman för Svenska trävaruexportföreningen och Skogsindustriens samarbetsutskott 1946. Från 1954 bedrev han egen advokatrörelse.
Han blev amanuens vid arméförvaltningen 1943. Han hade olika styrelseuppdrag, var bland annat ordförande i Tryckeri AB Fylgia 1954–1960, i AB Svenska Ekonomihus, Försäljnings AB Gylla och Richards Trikå AB. Han blev ledamot av Svärdsorden (LSA) 1955.
Gunnar Ewerlöf tillhörde den skånska släkten Ewerlöf. Han var son till statsrådet Knut G. Ewerlöf och riksdagsledamoten Elsa Ewerlöf, ogift Löwenadler, samt farbror till hovrättslagmannen Göran Ewerlöf. Gunnar Ewerlöf var första gången gift 1942–1954 med skådespelaren Gerd Hagman (1919–2011), dotter till kanslirådet Wilhelm Hagman och Irma Richter. Andra gången var han gift 1955–1966 med Elisabeth Maria ”Ilonka” Clausen (född 1915) från Schweiz, dotter till direktören C Clausen. Han har två barn: journalisten Mikael Ewerlöf (född 1952) tillsammans med Ilonka Clausen-Diethelm, som senare blev hans andra hustru, och skådespelaren Katarina Ewerlöf (född 1959) i ett annat förhållande.
Han är gravsatt (spridd) på Norra begravningsplatsen i Stockholm.